# Michał Sopoćko
Blahoslavený Michał Sopoćko (1. listopadu 1888, Navasady, 15. února 1975, Białystok) byl polský římskokatolický kněz, profesor pastorální teologie na univerzitě ve Vilnu, známý především jako zpovědník sv. Marie Faustiny Kowalské.

## Život
Narodil se na polsko-litevských hranicích, v roce 1910 vstoupil do semináře a v roce 1914 byl vysvěcen na kněze. Za války působil jako vojenský kaplan, v roce 1926 získal titul doktora teologie a stal se zpovědníkem ve vilenském semináři. V roce 1928 se stal profesorem pastorální teologie.
Zpovědníkem sv. Faustyny se stal v roce 1933, na jeho instrukce také malíř Eugeniusz Kazimirowski, Sopoćkův kolega z univerzity, namaloval první obraz Božího milosrdenství. V roce 1935 zveřejnil mystické zkušenosti sestry Faustyny prostřednictvím kázání, v roce 1936 o nich vydal brožurku. V době 2. světové války se skrýval před pronásledováním v klášteře šedých uršulinek v litevské vesnici Juodšiliai. Spolupracoval se sv. Faustynou na založení kongregace sester Božího milosrdenství (1942).
V roce 1959 bylo uctívání Božího milosrdenství Svatým stolcem zakázáno (jak sv. Faustyna předpověděla ve svém deníku), v roce 1978 však bylo po procesu vedeném tehdejším krakovským arcibiskupem Karlem Wojtyłou, pozdějším sv. papežem sv. Janem Pavlem II., opět povoleno.
Sopoćko působil jako profesor pastorální teologie do roku 1962, zemřel v Białystoku v roce 1975, je pohřben v tamním kostele Božího milosrdenství.

## Beatifikace
V roce 2008 byl papežem Benediktem XVI. prohlášen za blahoslaveného, v Polsku se jeho svátek slaví 15. února.